# داني ديفيس
داني ديفيس (بالإنجليزية: Danny Davis)‏ هو متزلج على الثلوج أمريكي، ولد في 22 يونيو 1988 في بلدة هايلاند في الولايات المتحدة.

## وصلات خارجية
- داني ديفيس على موقع الاتحاد الدولي للتزلج (ركوب لوح الثلج) (الإنجليزية)
- داني ديفيس على موقع أوليمبيديا (الإنجليزية)
- داني ديفيس على موقع ألعاب إكس (مؤرشف) (الإنجليزية)